# Euryphagus maxillosus
Euryphagus maxillosus är en skalbaggsart som först beskrevs av Olivier 1795.  Euryphagus maxillosus ingår i släktet Euryphagus och familjen långhorningar.
Artens utbredningsområde är Filippinerna. Inga underarter finns listade i Catalogue of Life.